# Euryopis pickardi
Euryopis pickardi là một loài nhện trong họ Theridiidae.
Loài này thuộc chi Euryopis. Euryopis pickardi được Herbert Walter Levi miêu tả năm 1963.